# 国际巴西柔术联合会
国际巴西柔术联合会（International Brazilian Jiu-Jitsu Federation；IBJJF）是一家巴西营利性公司，承办世界上最大的几项巴西柔术锦标赛，包括世界柔术锦标赛、世界无道服锦标赛、泛柔术锦标赛和欧洲公开柔术锦标赛。该联合会由小卡洛斯·格雷西（Carlos Gracie, Jr.）创建。